# Jonathan Dancy
Jonathan Peter Dancy (8 de mayo de 1946) es un filósofo y epistemólogo británico contemporáneo que ha publicado sobre el intuicionismo, afirmando que las proposiciones relativas a la moralidad pueden ser objetivamente verdaderas o falsas, y que podemos llegar a conocer qué principios morales son correctos de una manera especial, mediante una suerte de intuición o conocimiento directo de sus propiedades morales. 
En el libro, Introducción a la Epistemología Contemporánea (An Introduction to Contemporary Epistemology), plantea directamente la realidad en los términos de la película The Matrix, en lo que se conoce como "Experimento mental del cerebro en una cubeta", posteriormente popularizado por Hilary Putnam:

Usted no sabe que no es un cerebro, suspendido en una cubeta llena de líquido en un laboratorio, y conectada a un computador que lo alimenta con sus experiencias actuales bajo el control de algún ingenioso científico-técnico (benévolo o maligno, de acuerdo a su gusto). Puesto que, si usted fuera un cerebro así, asumiendo que el científico es exitoso, nada dentro de sus experiencias podría revelar que usted lo es; ya que sus experiencias son, según la hipótesis, idénticas con las de algo que no es un cerebro en la cubeta. Como usted solo tiene sus propias experiencias para saberlo, y esas experiencias son las mismas en cualquier situación, nada podría mostrarle cuál de las dos situaciones es la real. (Introduction to Contemporary Epistemology, 10).